# دشت شمالی
شَمالی نام منطقه ای بزرگ در شمال کابل است مردم افغانستان منطقه وسیعی در شمال کابل را «شمالی» می‌نامند. شمالی از دره کوه‌دامن کابل شروع می‌شود و سه ولایت پروان، کاپیسا و پنجشیر را دربر می‌گیرد.

## شرح
شَمالی نام منطقه‌ای بزرگ است که از دره کوه‌دامن کابل شروع میشود و سه ولایت پروان، کاپیسا و پنجشیر را دربر می‌گیرد، دره‌های سرسبز سرشار از انگور و توت، مردم جسور و خوش‌طبع، دریای خروشان، بهار و تابستان پربار برای کشاورزان و زمستان معتدل، شمالی را می‌سازد.
اهالی شمالی اکثراً کشاورز و باغدار اند. شمالی در افغانستان به باغ‌های سرشار از انگور و طبیعت سبزش مشهور است.
شمالی از «خیرخانه تا خاواک» است. سرزمینی پهناور، خوشبو، معطر، سرسبز و پر از زیبایی‌ها و تفاوت‌های بی‌نهایت دوست داشتنی. این سرزمین، در شمال کابل است. در گذشته و امروز، شمالی را به عنوان «مهمان‌خانه» و «باغ افغانستان» گفته‌اند. مردمان این سرزمین، در عیاری، جوانمردی، مهمانداری، زراعت، دانش و فضل، هنر، سنگرداری و کمان‌کشی شهره‌اند. مردمان این سرزمین از دیرباز در حوصله‌مندی، تدبیر و تلاش نام دارند.
در شمالی رنگ‌های متفاوت را می‌شود به تماشا نشست. طعم‌های غذاهای لذیذ نیز در آن، چشیدنی‌ست. شمالی سرزمین میوه‌های متفاوت است و به خوبی سرزمین‌های‌کشاورزی آن، انواع میوه‌ها در آن پیدا می‌شود. شمالی سرزمین سرسبز با گل‌های رنگارنگ است، این سرزمین را در واقع می‌شود سرزمین گل‌ها نامید. شمالی میله‌های متفاوت دارد. بازی‌های رنگارنگ و هنرمندان بی‌شمار دارد. در شمالی نویسندگان و شاعران نامدار افغانستان، پیدا، پرورش و به کمال رسیده‌اند.
هنر و ادبیات در شمالی همواره جدی گرفته شده است. عشق مردمان این سرزمین به ادبیات کهن فارسی، تا آنجایی بوده است که هم‌اکنون نیز در مسجد، فرزندان شمالی پس از رو خوانی قرآن، خواجه حافظ و سعدی و شماری از شاعران دیگر را به عنوان آموزش خط فارسی دنبال می‌کنند. این رسم در گذشته‌ها از گذشته‌خها وجود داشته است. شاهنامه خوانی و شب‌نشینی‌های دور صندلی در زمستان‌ها با شعر و ادبیات داستانی از ویژگی‌های دیگر مردم این مناطق است.
شمالی از مناطقی است که همواره در فصل‌های مختلف، مهمانسرای افغانستانی‌ها و در بعضی موارد از گردشگران خارجی بوده است. مردمان این سرزمین، همواره با پیشانی باز، مهمان دار هستند. آنها با چند مثل‌های که در این مناطق رواج دارد، تلاش می‌کنند از آنچه در خانه و سفره دارند با مهمان شریک سازند. گاه می‌گویند «کم ما و کرم شما» و گاه دیگر هم مثل عامیانه‌ای دیگری هم دارند «نان و پیاز، پیشانی باز». مردمان این مناطق همه عشق وافر به روستا، سرسبزی، طبیعت و زیبایی دارند.
تفاوت لهجه‌ها در شمالی یکی دیگر از شیرینی‌هایی است که شما موقع صحبت کردن در این مناطق، آن را به خوبی حس می‌کنید. مردمان این محل، در روستاها گونه‌های متفاوت گفتاری دارند. از طرز صحبت کردن شروع، تا نام‌های اشیا و آنچه در ماحول انسان وجود دارد. بیشتر شهرستان‌های شمالی، لهجهٔ به‌خصوص و شیرین دارند. این لهجه‌ها از زبان مردمان همان مناطق شنیدنی است و هرگاهی شما وقتی به آن‌جا سر می‌زنید به درستی به این نکتهٔ مهم پی خواهید برد.
شمالی کوچه به کوچه، روستا به روستا، شهر به شهر، شهرستان به شهرستان و ولایت به ولایت مکان‌های گردشگری دارد. این سرزمین پهناور، این باغ افغانستان پر از مناظر طبیعی خدادادی است که لطف پروردگار شامل حال مردمان این سرزمین شده است. تمامی فصل‌ها در این سرزمین، رنگ و بوی خاص و زیبای خویش را دارند. هر روستا و شهرستان و استان این سرزمین، مناطقی دارند که میله‌جای یا تفریح‌گاه هزاران انسان غیر بومی در فصل‌های متفاوت است.
آب فراوان از دیگر نعمت‌های است که شما در شمالی آن را به وضوح می‌توانید دید. از چشمه‌های کوچک تا رودهای کلان در این سرزمین جاری هستند و همواره جاری هستند. آب در شمالی آنقدر زیاد است که حتی به کشور همسایهٔ شرقی نیز سرازیر می‌شود. این آب، نشانگر صفایی، مهر و عاطفهٔ بی‌نهایت این محل است که همواره پیدا و جاری است. آب در شمالی، آنقدر خوشگوار و لذیذ است که هیچ نوع نیازی به تصفیه‌های ماشینی و امثال آن را ندارد و موقع خوردن غذا، آب‌های سرد آن برای هضم غذا و رفع تشنگی کیف و لذت بی‌مثالی دارد.
مردمان این سرزمین در گروه‌های سیاسی چپ و راست، همواره با درک درست از موسیقی، حامی و بانی موسیقی بوده‌اند. بیشترین هنرمندان و بهترین هنرمندان را در دامان خود پرورش داده است. هنرمندان این مرز و بوم نیز بیشتر فامیلی‌های خویش را از نام روستاها، شهرستان‌ها یا استان‌های خویش وام گرفته‌اند. هنر موسیقی در سرزمین افغانستان، بدون موسیقی مردمان شمالی، یک بخش عظیم را در خود کم خواهد داشت.

## حکومت طالبان(۱۹۹۶–۲۰۰۱)
در طول حکومت طالبان، جنگ در دشت شمالی نسبتاً پراکنده بود، اما این فلات به عنوان مرز جنگی توسط احمد شاه مسعود و ائتلاف شمال او که کنترل طالبان بر بیشتر افغانستان را به چالش می‌کشیدند، حفظ شد. هنگامی که طالبان در سال ۱۹۹۷ از دشت عقب‌نشینی کردند، چاه‌ها را مسموم کردند، درختان را قطع کردند و سیستم آبیاری منطقه ای که عمدتاً تاجیک‌نشین بود را نابود کردند.
ما در تاریخ و تمدن اسلامی خواندیم که در دین‌ما، زمانی که مسلمانان حتی اگر به منطقه کفار حمله می‌کنند، قطع درختان، اذیت و آزار زنان، کودکان و موسفیدان، ویران کردن خانه‌ها، تکه‌تکه کردن اجساد، کشتن حیوانات و نابود ساختن منابع آبی روا نیست، ولی آن‌ها (طالبان) تمام این کارها را کردند. ریش‌سفیدها را کشتند، به حیوانات شلیک کردند. درختان را قطع کردند، درخت‌های توت و سیب و زردآلو و شفتالو را اره کردند.
طالبان کارگران فقیر را برای قطع درختان شمالی آورده بودند. روزی کارگری دستمالش را پهن کرد، از تاک‌های قطع‌شده، در دستمالش انگور جمع کرد تا برای فرزندانش ببرد. طالبان او را با شلاق شدیداً لت‌وپار کردند، گفتند نمی‌دانی انگور شمالی حرام است؟، چطور انگور حرام می‌خوری؟ طالبان می‌گفتند انگور شمالی حرام است، حتی گنجشک شمالی دشمن است
— استاد بصیراحمد صدیقی

## بخش کوهدامن
گذشته از کوتل خیر خانه تا استان تاریخی پروان، یعنی بین استان پروان و استان کابل، وادی سرسبز و شاداب، با مناظر طبیعی زیبا و دره‌های حاصل خیز را کوهدامن می‌نامند.

### جغرافیا
کوهدامن سرزمینی‌ست که دربین سلسه کوه صافی و هندوکش واقع شده، که بیشتر در دامن کوه هندوکش قرار گرفته است. سمت غرب آن شهرستان غوربند، سمت شرق آن سلسه کوه صافی، سمت شمال آن استان پروان و سمت جنوب آن شهر زیبای کابل قرار دارد. شکل حلقوی کوهدامن از کوه پغمان که در جنوب غرب کوهدامن قرار دارد، آغاز و همجوار غوربند، بگرام، کوه صافی، ده‌سبز، کوه خیرخانه، کوتل خیرخانه، دشت چمتله و باز همان کوه پغمان می‌باشد.

## نگارخانه

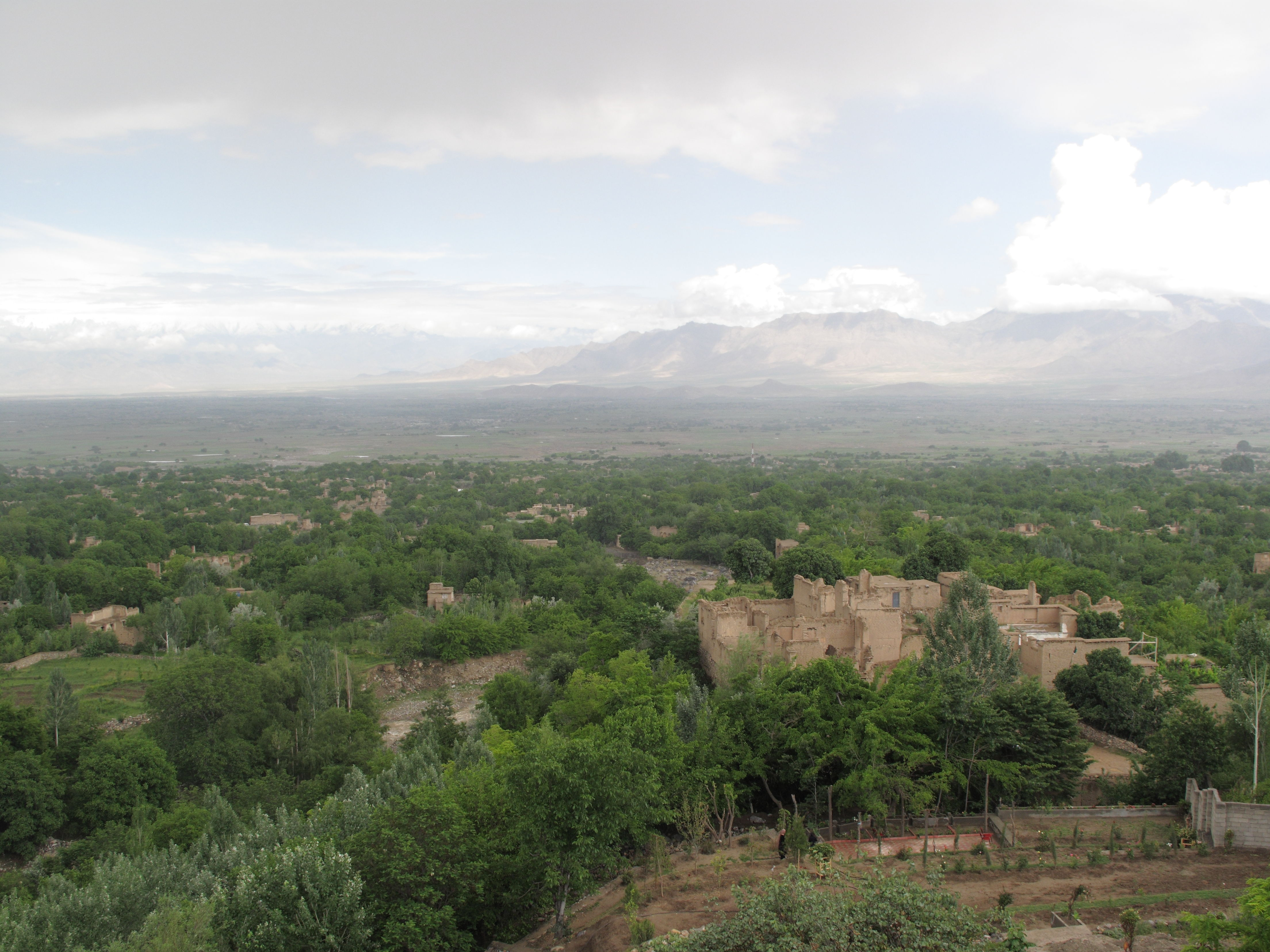
نمایی از استالف

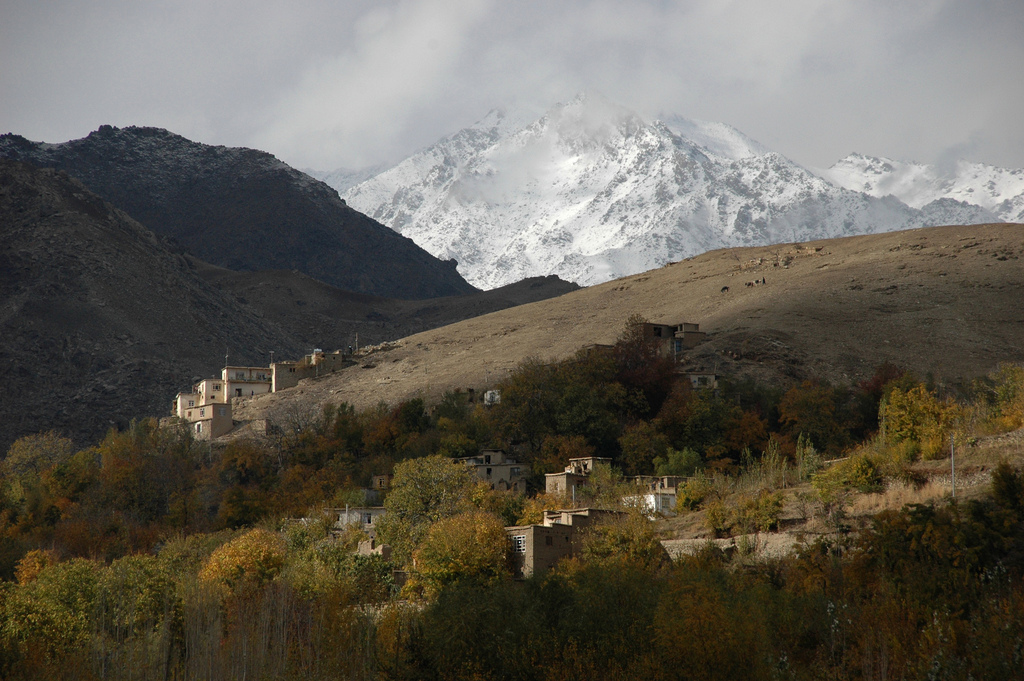
نگاره‌ای از ولسوالی استالف، ولایت کابل

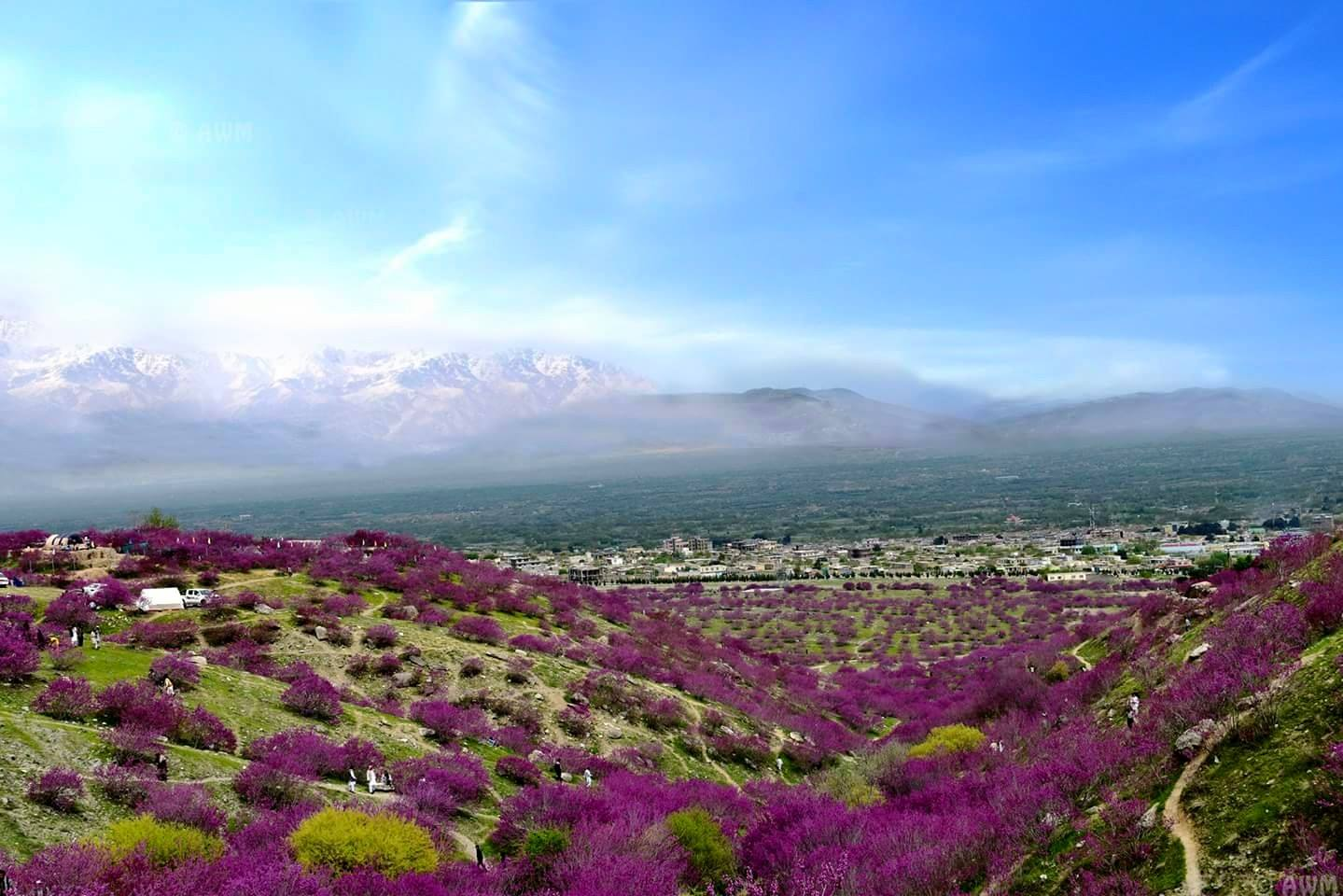
تپه گل ارغوان چاریکار، پروان

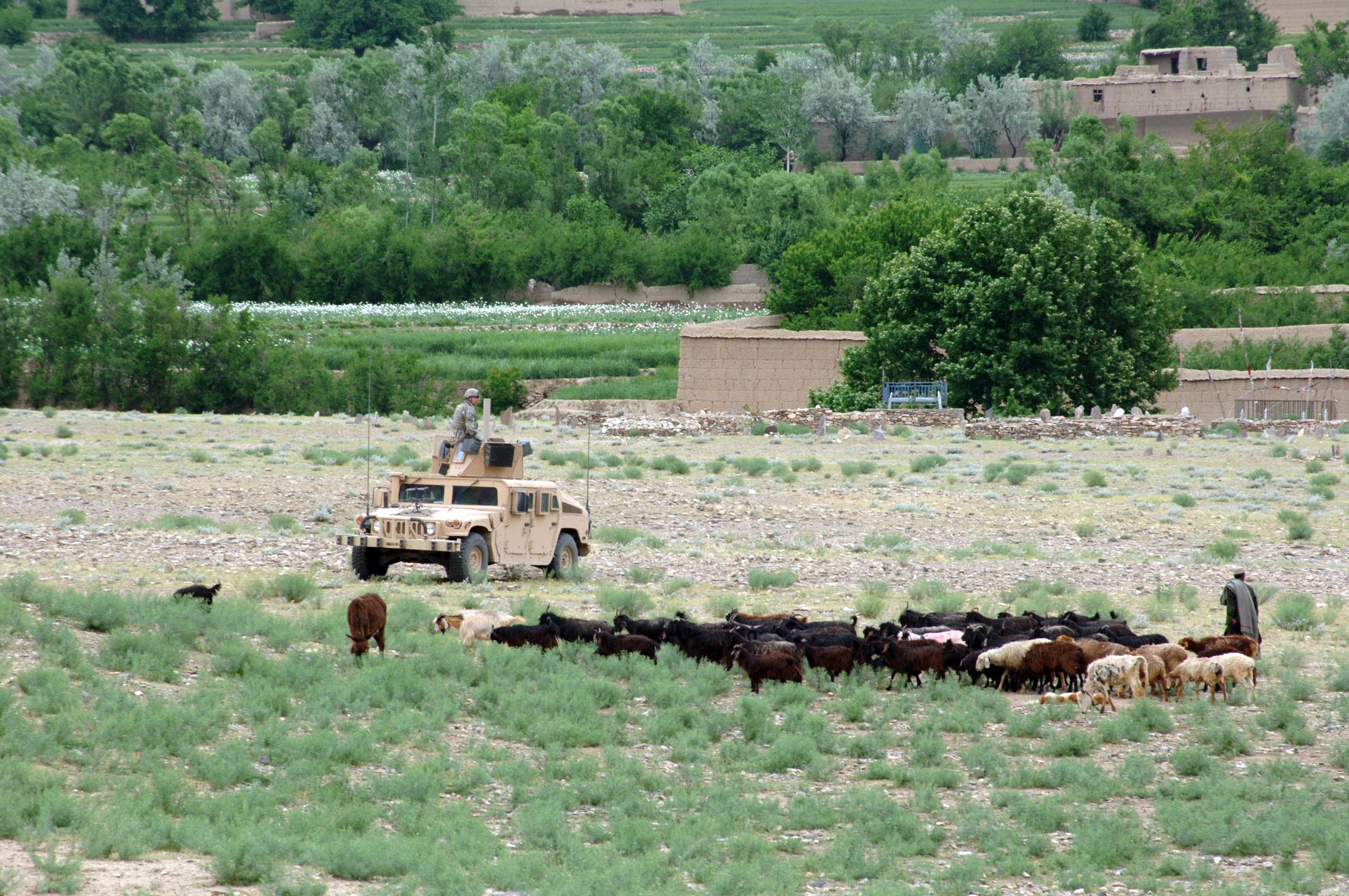
ولسوالی تگاب، کاپیسا

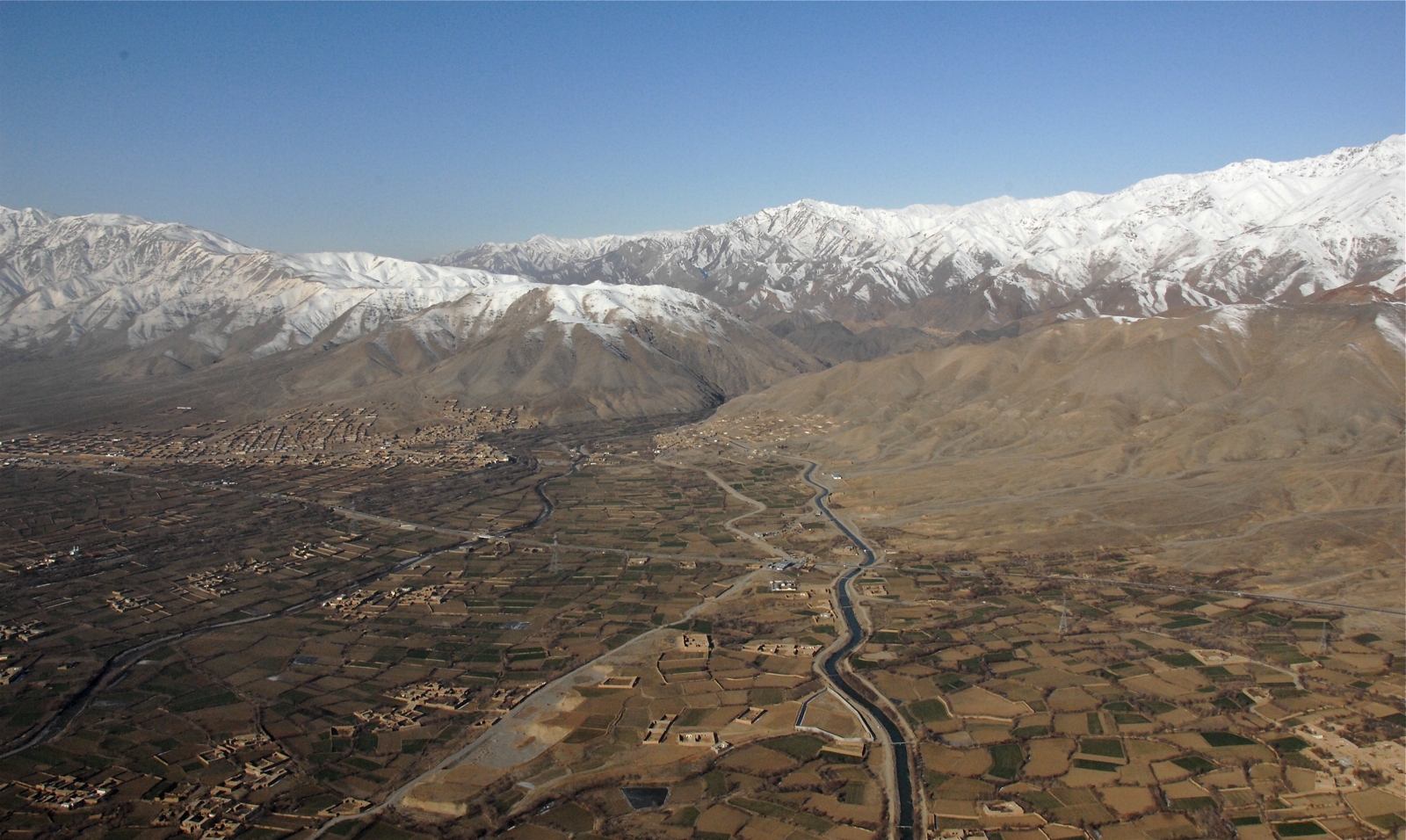
ولسوالی بگرام، پروان

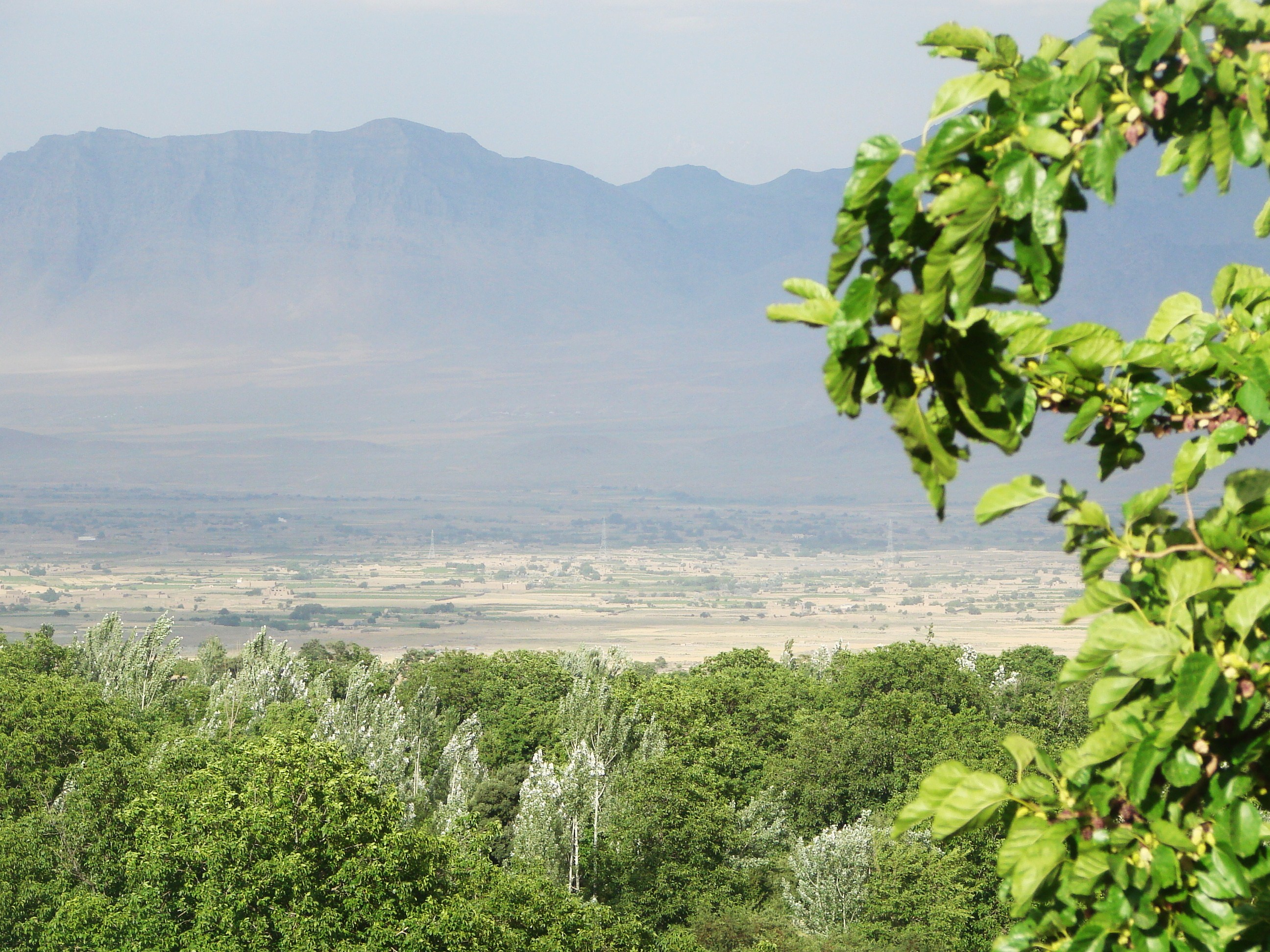
ولسوالی فرزه، ولایت کابل